# سفارة الدنمارك في إيران
سفارة الدنمارك في إيران هي أرفع تمثيل دبلوماسي لدولة الدنمارك لدى إيران. تقع السفارة في طهران وهي تهدف لتعزيز المصالح الدنماركية في إيران.

## وصلات خارجية
- الموقع الرسمي
- قائمة سفارات الدنمارك
- قائمة السفارات في إيران